# روميل كونينيونيز
روميل كونينيونيز (بالإسبانية: Romel Quiñonez)‏ هو لاعب كرة قدم بوليفي في مركز حراسة المرمى، ولد في 25 يونيو 1992 في سانتا كروز دي لا سييرا في بوليفيا. شارك مع منتخب بوليفيا لكرة القدم. أما مع النوادي، فقد لعب مع نادي بوليفار.

## وصلات خارجية
- روميل كونينيونيز على موقع قاعدة بيانات كرة القدم.إي يو (الإنجليزية)
- روميل كونينيونيز على موقع ناشيونال فوتبول تيمز (الإنجليزية)
- روميل كونينيونيز على موقع Soccerway.com (الإنجليزية)
- روميل كونينيونيز على موقع عالم كرة القدم.نت (الإنجليزية)
- روميل كونينيونيز على موقع AS.com (الإسبانية)